# Vestavia Hills
Vestavia Hills er en by i den centrale del af staten Alabama i USA. Byen er en velhavende forstad til byen Birmingham og har 39.102(2020) indbyggere.